# Елам
Елам (перс. تمدن ایلام) је једна од најстаријих познатих цивилизација. Елам је био смештен на крајњем западу и југозападу савременог Ирана (покрајина Илам и низије Хузестана) и деловима јужног Ирака. Трајала је од око 2700. п. н. е. до 539. п. н. е. Претходио му је оно што се данас назива прото-еламски период, који је започео 3200. п. н. е. када је Суза (каснији главни град Елама) почео бити под утицајем култура Иранске висоравни на истоку. Савремени назив Елам потиче од сумерске транслитерације елам(а), заједно са каснијим акадским еламту и еламитским халтамти. Еламитске државе биле су међу водећим политичким снагама древног Блиског истока. У класичној литератури, Елам је био познат и као Сусијана (US: /ˌsuːʒiˈænə/ UK: /ˌsuːziˈɑːnə/; стгрч. Σουσιανή Sousiānḗ), име изведено из главног града Суса.
Древни Елам је лежао источно од Сумера и Акада (савремени Ирак). У староеламском периоду, састојао се од краљевстава на Иранској висоравни, смештених око Аншана, а од средине 2. миленијума п. н. е. био је смештен у Сузи у равницама Хузестана. Култура му је играла важну улогу у Персијском царству, поготово у Ахемендиској династији који га наследио, а еламски језик задржао у службеној употреби. Еламски период се сматра почетком историје Ирана (иако су постојале старије цивилизације на Иранској висоравни, као што су Манејско краљевство у Иранском Азербејџану и Шар-и Сохта (Спаљени град) у Заболу, односно недавно откривена Цивилизација Јирофт на истоку. Еламитски језик није био сродан ниједном од иранских језика, али је могао бити део веће групе која се назива еламо-дравидска. Елам је дао име једној од покрајина савременог Ирана (која се обично назива Илам).
Елам је био део ране урбанизације Блиског истока током халколита (бакарно доба). Појава писаних записа из око 3000. године пре нове ере такође је паралелна са сумерском историјом, где су пронађени нешто ранији записи. У староеламитском периоду (средње бронзано доба), Елам се састојао од краљевстава на иранској висоравни, са центром у Аншану, а од средине 2. миленијума пре нове ере имао је са центар у Сузи у низији Хузестан. Његова култура је одиграла кључну улогу током персијске династије Ахеменида која је наследила Елам, када је еламски језик остао међу онима у службеној употреби. Еламски се генерално сматра језичким изолатом који није повезан ни са једним другим језицима. У складу са географским и археолошким подударањима, неки историчари тврде да Еламити чине велики део предака данашњих Лура чији се језик, лури, одвојио од средњеперсијског.

## Историја
Савремена наука еламску историју познаје претежно на темељу фрагментарних података, реконструисаних на основу месопотамских извора. Град Суза, основан око 4000. п. н. е., током своје ране историје је флуктуриао између месопотамске и еламске власти.
Након недавних ископавања у Јирофти и Заболу, археолози претпостављају да су постојале блиске везе између јирофтске и еламске цивилизације, а то се темељи на сличностима у уметности и култури, као и еламским написима пронађеним у Јирофти — неки научници претпостављају да су Еламити на том подручју били чак и око 7000. п. н. е.
Најранији слојеви (22-17 у ископавањима Ле Бруна из 1978) показују грнчарију која није имала свог еквивалента у Месопотамији, али следећи периоди показују материјал који се могао повезати са Сумером из Уручког периода. Прото-еламски утицај с Персијске висоравни у Суси постаје видљив око године 3200. п. н. е., а текстови још увек недешифрираног прото-еламског писма су постојали до 2700. п. н. е. Прото-еламски период је завршио са оснивањем аванске династије. Најстарија историјска личност повезана с Еламом је краљ Енмебарагеси из Киша (око 2650. п. н. е.?), који га је покорио према сумерском попису краљева. Рана еламска историја се, пак, може јасно реконструисати тек на записима који датирају с почецима Акадског царства око 2300. п. н. е.
Еламска цивилизација се развијала источно од река Тигар и Еуфрат, у сливу реке Карун. У савременом значењу је Елам садржавао више од Хузестана; био је својервсна комбинација равнице те висоравни на северу и истоку. Нека се еламска налазишта, пак, могу наћи далеко изван тог подручја, односно у Иранској висоравни; примери удаљених еламских остатака су Сиалк у покрајини Исфахан и Јирофт у покрајини Керманшах. Претпоставља се како је еламска снага била темељена на могућности да различите области држе под заједничком влашћу те тако омогућавају максималну размену природних ресурса карактеристичних за сваку област. Претпоставља је како је то омогућила федерално државно уређење.
Историја Елама се традиционално дели у три периода који покривају више од два миленијума. Период пре првог еламског периода је познат као прото-еламски период:
- Прото-еламски: око 3200. п. н. е. – 2700. п. н. е. (Прото-еламско писмо у Сузи)
- Староеламски период: око. 2700. п. н. е. – 1600. п. н. е. (најстарији документи до династије Епарти)
- средњоеламски период: око. 1500. п. н. е. – 1100. п. н. е. (Анзанитска династија до вавилонске инвазије Сузе)
- Нео-еламски период: око. 1100. п. н. е. – 539. п. н. е. (карактерише га ирански и сиријски утицај. Година 539. п. н. е. означава почетак ахеменидског периода)